# 宝船游戏
上海网之易磨璞网络科技有限公司，商業名稱為宝船游戏，又名网易上海合作部和网易宝船，是一家總部位於中華人民共和國上海市浦东新区张江微电子港的電子遊戲發行商。

## 歷史
2018年網易成立网易上海合作部，以「寶船遊戲」品牌代理遊戲發行。品牌名稱源於鄭和下西洋的「宝船」典故，品牌在中國之外的發行名稱是「Boltrend」。网易上海合作部團隊骨幹成員來自网易暴雪合作部，部門最初隸屬於网易（上海）网络游戏有限公司，後獨立為上海网之易磨璞网络科技有限公司。公司由網易創始人丁磊持股99%，網易副總裁庞大智持股1%，網易另一個副總裁王怡擔任公司法人代表。
2018年2月，寶船遊戲首次亮相負責《最終榮耀》中國大陸服的營運工作，10月代理《糖果缤纷乐》在中國大陸的發行。寶船遊戲在中國大陸的發行工作通常為測試階段，較少正式宣發的作品，中國大陸海外的發行工作則較為活躍，根據手游那点事的統計，自2020年開始，針對中國大陸海外市場的作品每年都超過10部。